# Avshar (Ararat)
Avshar (en armenio: Ավշար) es una comunidad rural de Armenia ubicada en la provincia de Ararat.
En 2008 tenía 5156 habitantes. Antiguamente la localidad era conocida como "Kyalbalavan".
Se ubica en la periferia noroccidental de la ciudad de Ararat, de la cual Avshar es en la práctica un barrio, en la salida de la ciudad por la carretera H8 que lleva a Artashat y Ereván.

## Demografía
Evolución demográfica:
| Año        | 1831 | 1897 | 1939 | 1959 | 1979 |
| Habitantes | 80   | 1166 | 1359 | 2543 | 3877 |